# Final Fantasy XIV: Dad of Light
Final Fantasy XIV: Dad of Light (ファイナルファンタジーXIV 光のお父さん?, Fainaru Fantajī Fōtīn: Hikari no Otōsan) è una miniserie TV in otto parti del 2017.
È stata distribuita il 17 aprile 2017 su MBS/TBS. Internazionalmente, è stata distribuita su Netflix il 1º settembre 2017.

## Trama
Akio Inaba, per riaccendere il suo legame con il padre Hirotaro, recentemente andato in pensione, gli regala una console con cui giocare al gioco di ruolo online Final Fantasy XIV. Il piano di Akio è quello di connettersi con suo padre nel gioco, sperando di riuscire a farlo aprire sentimentalmente anche nel mondo reale.

## Produzione
La premessa dello spettacolo viene da un blog giapponese scritto da un giocatore di Final Fantasy XIV che ha presentato il gioco al suo anziano padre. La miniserie era stata inizialmente presentata col titolo tradotto Daddy of Light, ma è stato cambiato da Netflix in Dad of Light per la distribuzione internazionale.

### Filmati di gioco
Il regista Kiyofumi Yamamoto ha affermato che non è stata utilizzata alcuna manipolazione grafica dei filmati di gioco, poiché il budget di una miniserie con episodi di mezz'ora è molto limitato e ha pensato che fosse meglio evitare di usarlo. Durante lo sviluppo, c'era l'idea di attaccare una telecamera di gioco su un giocatore per simulare ciò che stavano vivendo il padre e il figlio. Molti membri del team di realizzatori erano scettici, ma Yamamoto ha sperimentato per due settimane e ha mostrato al team uno storyboard video che dimostrava che si poteva fare. Si è discusso su quale sarebbe dovuto il frame rate per i filmati di gioco, per decidere se mantenere un frame rate basso (dato da una connessione standard di un appartamento famigliare) o usarne uno alto per una migliore qualità. Dopo una settimana di sperimentazione, Yamamoto ha optato per 30 fotogrammi al secondo a 4K. Yamamoto non solo ha contribuito a produrre la miniserie, ma ha anche contribuito a realizzare le riprese all'interno del gioco. Un'altra sfida era la mancanza (all'epoca) delle espressioni facciali all'interno del gioco. Tutti i filmati all'interno del gioco sono stati girati su un server pubblico di Final Fantasy XIV.

## Accoglienza
IGN ha trovato lo spettacolo "affascinante", ma ha ritenuto la premessa troppo lunga per una serie di otto episodi e che Final Fantasy XIV non ha un aspetto così bello come descritto dagli attori. Il periodico GQ ha affermato che la serie non era particolarmente profonda, ben recitata o sorprendente, ma lo trovava comunque avvincente e seria. The Verge ha descritto la serie come "sciocca e dolce", definendo adorabile il lento assorbimento del padre di Akio nel gioco. Polygon ha elogiato il titolo come "divertente da guardare". The Japan Times ha riflettuto su come la miniserie segnali un aumento della televisione giapponese che entra nella coscienza occidentale attraverso Netflix, con molti degli stereotipi del "Giappone strano" dei decenni precedenti sostituiti da materiale più verosimile, "affascinante" e rasserenante.

## Adattamenti
Il 23 marzo 2019 al Final Fantasy Fan Festival di Tokyo è stato annunciato un adattamento cinematografico della serie. Il film, intitolato Brave Father Online: Our Story of Final Fantasy XIV, è stato distribuito il 21 giugno 2019.